# Eivin Dahlgren
Eivin Birger Dahlgren född 17 augusti 1946 i Engelbrekts församling, Stockholm, är en svensk skådespelare.

## Filmografi (urval)
- 1975 – Gyllene år (TV-serie)
- 1990 – Bulan
- 1990 – Kurt Olsson - filmen om mitt liv som mig själv
- 1990 – Hem till byn (TV-serie)
- 1994 – Rena rama Rolf (TV-serie)
- 1994 – År av drömmar (TV-serie)
- 1996 – Harry & Sonja
- 1997 – Flickan och dimman
- 1998 – Hela härligheten
- 1999 – Noll tolerans
- 2000 – En rikedom bortom allt förstånd
- 2001 – Anderssons älskarinna (TV-serie)
- 2002 – Den osynlige
- 2003 – Skenäktenskap
- 2003 – Mamma pappa barn
- 2003 – En ö i havet (TV-serie)
- 2004 – Lokalreportern (TV-serie)
- 2004 – Orka! Orka! (TV-serie)
- 2006 – När mörkret faller
- 2010 – Ond tro
- 2012 – Fjällbackamorden: Havet ger, havet tar
- 2012 – Mirakel utmed riksväg 43
- 2018 – Innan vintern kommer (film)

## Teater

### Roller
| År   | Roll                 | Produktion                                              | Regi                           | Teater                |
| ---- | -------------------- | ------------------------------------------------------- | ------------------------------ | --------------------- |
| 1966 |                      | Påsk August Strindberg                                  | Kaj Ahnhem                     | Marsyasteatern        |
| 1980 | Sjtronkin, hyresgäst | Fullmakten Nikolaj Erdman                               | Ernst Günther                  | Göteborgs stadsteater |
| 1986 |                      | Kött och kärlek Jouko Turkka                            | Jouko Turkka                   | Göteborgs stadsteater |
| 1999 |                      | Till Damaskus August Strindberg                         | Katrine Wiedemann              | Göteborgs stadsteater |
| 1999 |                      | Horisonten är här Mats Kjelbye                          | Alexander Öberg Malin Stenberg | Teater Bhopa          |
| 2001 |                      | Brand Henrik Ibsen                                      | Ole Anders Tandberg            | Göteborgs stadsteater |
| 2001 |                      | Albert Speer David Edgar                                | Jasenko Selimović              | Göteborgs stadsteater |
| 2003 |                      | Bron Jan Tätte                                          | Jaanus Rohumaa                 | Göteborgs stadsteater |
| 2004 |                      | Idioten Fjodor Dostojevskij                             | Rimas Tuminas                  | Göteborgs stadsteater |
| 2005 |                      | Hustruskolan Molière                                    | Daniel Benoin                  | Göteborgs Stadsteater |
| 2006 |                      | Rosens namn Umberto Eco                                 | Jasenko Selimović              | Göteborgs Stadsteater |
| 2006 |                      | Körsbärsträdgården Anton Tjechov                        | Rimas Tuminas                  | Göteborgs Stadsteater |
| 2007 |                      | Bröllopsbesvär Stig Larsson efter Stig Dagerman         | Johan Wahlström                | Göteborgs stadsteater |
| 2007 |                      | På stranden av världen Simon Stephens                   | Ronnie Hallgren                | Göteborgs stadsteater |
| 2008 |                      | Rysk roulette Moira Buffini fritt efter Nikolaj Erdmann | Anette Norberg                 | Göteborgs stadsteater |
| 2008 |                      | Sista dansen Carin Mannheimer                           | Carin Mannheimer               | Göteborgs stadsteater |
| 2009 |                      | Publiken Federico García Lorca                          | Suzanne Osten                  | Göteborgs stadsteater |

### Fotnoter
1. ↑  ”Eivin Dahlgren”. Svensk Filmdatabas. http://sfi.se/sv/svensk-filmdatabas/Item/?type=PERSON&itemid=180932&iv=OVERVIEW. Läst 3 augusti 2012.
2. ↑  S B-l (24 april 1966). ”Vart tog Strindberg vägen?”. Dagens Nyheter:  s. 26. https://arkivet.dn.se/tidning/1966-04-24/110/26. Läst 8 januari 2022.
3. ↑  ”Fullmakten, 1980”. Göteborgs stadsmuseum. Arkiverad från originalet den 12 april 2016. https://web.archive.org/web/20160412112117/http://62.88.129.39/carlotta/web/object/823775. Läst 31 mars 2016.
4. ↑  Mikael Löfgren (1 mars 1999). ”Strindbergs drömmar upp i rök. De båda drömspelen i Göteborg är snygga men tomma.”. Dagens Nyheter. https://www.dn.se/arkiv/kultur/teater-strindbergs-drommar-upp-i-rok-de-bada-dromspelen-i-goteborg-ar-snygga-men-tomma/. Läst 2 oktober 2021.
5. ↑  Mikael Löfgren (23 oktober 1999). ”Teater: Smittande men farligt. Teater Bhopa på lätt resa genom den kubanska historien.”. Dagens Nyheter. https://www.dn.se/arkiv/kultur/teater-smittande-men-farligt-teater-bhopa-pa-latt-resa-genom-den-kubanska-historien/. Läst 6 december 2021.
6. ↑  Göteborgs stadsteater (30 november 2006). ”PRESSMEDDELANDE FRÅN GÖTEBORGS STADSTEATER”. Pressmeddelande.  Läst 1 april 2016.